# کووروف
شهر کووروف (به روسی: Ковров) در کشور روسیه و در اوبلاست ولادیمیر واقع شده‌است.